# You Don’t Own Me
«You Don’t Own Me» (рус. Я тебе не принадлежу) — популярная песня, написанная филадельфийскими композиторами Джоном Мадарой и Дэвидом Уайтом и записанная Лесли Гор в 1963 году, когда ей было 17 лет. Эта песня была второй по успеху записью Гор и её последним синглом из первой десятки. 27 ноября 2016 года, наряду с 24 другими песнями, песня была включена в Зал славы премии «Грэмми».
Песня выражает эмансипацию, как певица говорит любовнику, что он не владеет ею, что он не должен указывать ей, что делать или что говорить, и что он не должен выставлять её напоказ. Текст песни стал источником вдохновения для молодых женщин и иногда упоминается как фактор феминистского движения второй волны.
Гор сказала: «Мой взгляд на эту песню был таков: Мне 17 лет, какая замечательная вещь — стоять на сцене, грозить людям пальцем и петь, что я тебе не принадлежу». В некрологе Гор, New York Times назвала «You don’t own me» «несмываемым вызовом».

## Место в чартах
Песня достигла второго места в Billboard Hot 100 в США. Песня оставалась на втором месте в течение трех недель подряд 1 февраля 1964 года, не сумев преодолеть хит группы The Beatles «I Want to Hold Your Hand». Он стал вторым самым успешным хитом Гор после сингла «It’s My Party». Эта песня была последним синглом Гор, вошедшим в десятку лучших.

## Критика
После успеха «You Don’t Own Me» многие другие песни Лесли Гор, в том числе «That's the Way Boys Are», в конце концов были сравнены с ней и подвергнуты критике за то, что они не соответствовали феминистским ожиданиям. Автор песни «That’s the Way Boys Are» Ричард Аквила отметил, что текст песни «выражает принятие эпохи сексуальных двойных стандартов», в отличие от темы предыдущего сингла Гора «You Don’t Own Me». Аквила рассматривает «That’s the Way Boys Are» как один из нескольких примеров песен Лесли Гор, которые рассматривают женщин как зависимых или пассивных объектов, наряду с более ранними синглами «It’s My Party» и «Judy’s Turn to Cry». Музыковед Уолтер Эверетт описал «That’s the Way Boys Are» как одну из многих сексистских песен 1960-х годов, которые «увековечили терпимость мальчиков к мужской, но не женской неверности». Музыкальный критик Грейл Маркус также заметил, что «That’s the Way Boys Are» отступают от «протофеминистского манифеста» «You Don’t Own Me» к посланию «он может относиться к тебе как к мусору, но они все такие, и мы любим их за это!»
14-21 августа 1965 года Патти Дьюк достигла пика № 8 в Hot 100 с песней «Don’t Just Stand There», которая звучит очень похоже на «You Don’t Own Me».

## Другие версии песни
The Ormsby Brothers выпустили первую мужскую версию этой песни в 1973 году. The Ormsby Brothers были из Новой Зеландии, и их версия достигла пика под номером 5 в Австралии в том же году.
Джоан Джетт выпустила кавер-версию этой песни в качестве своего первого сольного сингла в 1979 году, до выхода её одноимённого дебютного альбома (позже названного Bad Reputation) в 1980 году. Би-сайд сингла был ранней версией её хита «I Love Rock 'n' Roll».
Андре Хейз записал голландскую версию этой песни в 1981 году для своего альбома Gewoon André; «Zeg Maar Niets Meer» был популярен в Европе и достиг 2-го места в голландских чартах в начале 1982 года.
Элейн Пейдж записала эту песню на своем альбоме 1991 года «Love Can Do That».
Альтернативный дуэт Matt and Kim выпустили кавер-версию песни в качестве сингла в марте 2021 года. Обложка меняет название дуэта на Ким и Мэтт. 
Arielle Dombasle,  и  Швейцарская рокабилли группа The Hillbilly Moon Explosion записали кавер версию в 2015 году. 